# Samuel Hoffmeister
Samuel Hoffmeister, född 1764 i Karlshamn, död 1818 i Stockholm, var en svensk skulptör.
Hoffmeister var elev till Johan Tobias Sergel, och visade i sin konst stort beroende av sin lärare, även om en starkare realism gör sig gällande i Hoffmeisters porträttbyster och medaljonger. Han är representerad på Nationalmuseum bland annat med ett medaljongporträtt av Benjamin Franklin.